# Nizina Wschodnioeuropejska
Nizina Wschodnioeuropejska (8; a. Niż Wschodnioeuropejski; biał. Усходне-Еўрапейская раўніна; est. Ida-Euroopa lauskmaa, Vene tasandik; kaz. Шығыс Еуропа жазығы; lit. Rytų Europos lyguma; łot. Austrumeiropas līdzenums; rum. Cîmpia Europei de Est; ros. Восточно-Европейская равнина, Русская равнина; ukr. Східноєвропейська рівнина) – megaregion fizycznogeograficzny w Europie Wschodniej.
Rozległa nizina (niż) rozciągająca się we wschodniej części Europy. Granice Niziny Wschodnioeuropejskiej nie są jednoznacznie ustalone – różni autorzy różnie je przedstawiają, przy czym różnice pojawiają się nie tylko wśród autorów z różnych państw, ale także wśród autorów z jednego państwa. Najszerszy zasięg tej niziny podawany jest w Wielkiej Encyklopedii Radzieckiej, według której rozpościera się ona pomiędzy Górami Skandynawskimi na północnym zachodzie oraz Sudetami i Karpatami na południowym zachodzie a Uralem i Mugodżarami na wschodzie i pomiędzy wybrzeżami Morza Barentsa i Morza Białego na północy, a wybrzeżami Morza Czarnego (bez Gór Krymskich), Kaukazem i wybrzeżem Morza Kaspijskiego na południu. Inny zasięg ma Nizina Wschodnioeuropejska według J. Kondrackiego – rozciąga się ona pomiędzy Niżem Środkowoeuropejskim i Karpatami na zachodzie, Morzem Czarnym (bez Krymu), Kaukazem Północnym i Niziną Nadkaspijską na południu, Uralem na wschodzie oraz Fennoskandią i Morzem Białym na północy. Nizina Wschodnioeuropejska według zasięgu Kondrackiego obejmuje większość Rosji przeduralskiej, całą Białoruś, Litwę, Łotwę i Estonię, niemal całą Ukrainę oraz wschodnie obszary Polski i Mołdawii. Zasięg według Wielkiej Encyklopedii Radzieckiej obejmuje ponadto niemal całą Polskę i Finlandię, wschodnią Szwecję, całą Mołdawię, wschodnią Rumunię i północno-zachodni Kazachstan.
Rozciągłość południkowa – około 2,5 tys. km, rozciągłość równoleżnikowa – około 2 tys. km, powierzchnia – około 5 mln km². Średnie wyniesienie – 170 m n.p.m., maksymalna wysokość 471 m n.p.m. – wzgórze Kamuła w Gołogórach na Wyżynie Podolskiej (przy założeniu, że Wyżyna Mołdawska i Przedkaukazie nie są częścią Niziny Wschodnioeuropejskiej), najniższy punkt 28 m p.p.m. – wybrzeże Morza Kaspijskiego.
Nizina Wschodnioeuropejska w przeważającej części leży na prekambryjskiej krystalicznej platformie wschodnioeuropejskiej, na południu wychodzącej na powierzchnię jako tarcza ukraińska. Południowe skrawki Niziny leżą na daleko mniejszej platformie scytyjskiej.
Północną część Niziny stanowi nisko wyniesiona monotonna równina, ukształtowana głównie przez zlodowacenia, z reliktami starych orogenez (Grzbiet Timański). W części centralnej występują głównie wyżyny, uwarunkowane konfiguracją krystalicznego podłoża. Południowy skraj Niziny Wschodnioeuropejskiej zajmują nadmorskie niziny.
Sieć rzeczna Niziny jest gęsta, zwłaszcza w części zachodniej i północnej. Północna część Niziny należy do zlewisk Morza Białego (Dwina, Mezeń) i Barentsa (Peczora). Centralną część Niziny zajmuje rozległa zlewnia Wołgi. Południowa część należy do zlewiska Morza Czarnego (Dniestr, Dniepr, Don). Północno-zachodni kraniec Niziny zajmuje zlewisko morza Bałtyckiego (Niemen, Dźwina i Newa). Liczne jeziora: Ładoga, Onega, Pejpus. Ponadto wiele sztucznych zbiorników wodnych, głównie na Wołdze i Dnieprze.
Największa, centralna część Niziny ma klimat umiarkowany, przeważnie kontynentalny ze względu na odległość od mórz, ku zachodowi nieco wilgotniejszy. Na północy panuje klimat subpolarny, na południu – podzwrotnikowy o cechach śródziemnomorskich.
Strefy glebowo-roślinne ułożone są równoleżnikowo, kolejno od północy występują: tundra, tajga, lasy mieszane na bielicach, lasostepy i stepy na czarnoziemach (zachodnia część Wielkiego Stepu), nad Morzem Kaspijskim półpustynie.
Nizina Wschodnioeuropejska dostarcza znacznych ilości węgla kamiennego (Zagłębie Donieckie, Zagłębie Peczorskie), węgla brunatnego (Zagłębie Podmoskiewskie), ropy naftowej (Zagłębie Wołżańsko-Uralskie), gazu ziemnego i łupków bitumicznych oraz rud żelaza (Krzywy Róg, Zagłębie Kurskie), manganu, boksytów, soli kamiennej i potasowej, fosforytów.

## Regionalizacja fizycznogeograficzna Niziny Wschodnioeuropejskiej
Regionalizacja zgodna z Uniwersalną Klasyfikacją Dziesiętną Międzynarodowej Federacji Dokumentacji
- 81 Podstrefa tundry i tundry lesistej
  - 811 Równina Timańsko-Kanińska
  - 812 Równina Północno-Wschodnia
- 82 Podstrefa północnej tajgi
  - 821 Równina Peczorska
  - 822 Grzbiet Timański
  - 823 Równina Dźwińska
  - 824 Równina Oneska
  - 825 Uwały Północne
- 83 Strefa lasów mieszanych i podstrefa południowej tajgi – Nizina Środkoworosyjska
  - 831 Wałdaj
  - 832 Kraina górnej Wołgi
  - 833 Grzęda Smoleńsko-Moskiewska
- 84 Strefa lasów mieszanych i podstrefa południowej tajgi – Niż Wschodniobałtycko-Białoruski
  - 841 Pobrzeża Wschodniobałtyckie
  - 842 Pojezierza Wschodniobałtyckie
  - 843 Wysoczyzny Podlasko-Białoruskie
  - 844 Nizina Berezyńsko-Desniańska
  - 845 Polesie
- 85 Strefa leśno-stepowa – Wyżyny Ukraińskie
  - 851 Wyżyna Wołyńsko-Podolska
  - 852 Wyżyna Naddnieprzańska
  - 853 Nizina Zadnieprzańska
  - 854 Wyżyna Środkoworosyjska
  - 855 Nizina Ocko-Dońska
  - 856 Wyżyna Nadwołżańska
  - 857 Nizina Zawołżańska
- 86 Strefa stepowa
  - 861 Nizina Czarnomorska
  - 862 Wyżyna Nadazowska
  - 863 Wyżyna Doniecka
  - 864 Nizina Dolnego Donu
  - 865 Wzniesienia Nadwołżańskie
  - 866 Jergeni
  - 867 Nizina Nadkaspijska
  - 868 Wyżyny Zawołżańskie

Regionalizacja według atlasu polskiego wydawnictwa „Fogra”
- 17.1 Nizina Dwińsko-Peczorska
  - 17.11 Nizina Dwińska
  - 17.12 Półwysep Kanin
  - 17.13 Wzgórza Timan
  - 17.14 Nizina Peczorska Północna (Nizina Arktyczna)
  - 17.15 Nizina Peczorska Południowa
  - 17.16 Uwały Północne
- 17.2 Nizina Wschodniobałtycka
  - 17.21 Pobrzeża Wschodniobałtyckie
  - 17.22 Pojezierza Wschodniobałtyckie
  - 17.23 Nizina Ilmen
  - 17.24 Wysoczyzny Podlasko-Białoruskie
- 17.3 Polesie
  - 17.31 Polesie Nadbużańskie
  - 17.32 Polesie Prypeckie
- 17.4 Wyżyny Ukraińskie
  - 17.41 Wyżyna Wołyńska
  - 17.42 Wyżyna Podolska
  - 17.43 Wyżyna Naddnieprzańska
- 17.5 Nizina Czarnomorska
- 17.6 Krym
  - 17.61 Równina Północna
  - 17.62 Góry Krymskie
  - 17.63 Półwysep Kerczeński
- 17.7 Nizina Naddnieprzańska
  - 17.71 Nizina Naddnieprzańska Północna
  - 17.72 Nizina Naddnieprzańska Południowa
- 17.8 Wyżyny Środkowe
  - 17.81 Wałdaj
  - 17.82 Grzęda Smoleńsko-Moskiewska
  - 17.83 Wyżyna Środkoworosyjska
  - 17.84 Obniżenie Donieckie
  - 17.85 Wyżyna Doniecka
  - 17.86 Wyżyna Nadazowska
- 17.9 Nizina Centralna
  - 17.91 Nizina Jarosławska
  - 17.92 Nizina Kazańska
- 18.1 Nizina Ocko-Dońska
- 18.2 Wyżyna Nadwołżańska
- 18.3 Wyżyna Bogumilska
  - 18.31 Wyżyna Bogumilska Północna
  - 18.32 Wyżyna Bogumilska Południowa
- 18.4 Niziny Południowo-Wschodnie
  - 18.41 Nizina Nadwołżańska
  - 18.42 Wzniesienia Dońsko-Manyckie
  - 18.43 Nizina Nadkaspijska